# Мађарска на Летњим олимпијским играма 1932.
Мађарска је учествовала на Летњим олимпијским играма одржаним 1932. године у Лос Анђелесу, САД. Због велике удаљености, за тадашње време, мађарски НОК је послао мањи број спортиста (54) на ову олимпијаду.
Олимпијски тим из Мађарске је на овим олимпијским играма се такмичио у једанаест различитих спортских дисциплина и освојили су укупно петнаест медаља: шест златних, четири сребрне и пет бронзаних медаља. Мађарска је освојила још једну медаљу, сребрну у уметности Милтиадес Мано, али се она не признаје, пошто то није званична дисциплина олимпијских игара.

### Освојене медаље на ЛОИ
| Освојене медаље мађарских спортиста на ЛОИ 1932. |                 |       |        |        |        |
| Спортиста                                        | Спорт           | Злато | Сребро | Бронза | Укупно |
| Иштван Пеле                                      | Гимнастика      | 2     | 2      | 0      | 4      |
| Иштван Енекеш                                    | Бокс            | 1     | 0      | 0      | 1      |
| Ђерђ Пилер                                       | Мачевање        | 1     | 0      | 0      | 1      |
| Екипно                                           | Мачевање        | 1     | 0      | 0      | 1      |
| Ватерполо репрезентација Мађарске                | Ватерполо       | 1     | 0      | 0      | 1      |
| Еден Зомбори                                     | Рвање           | 0     | 1      | 0      | 1      |
| Карољ Карпати                                    | Рвање           | 0     | 1      | 0      | 1      |
| Ендре Кабош                                      | Мачевање        | 0     | 0      | 1      | 1      |
| Ерна Богати Боген                                | Мачевање        | 0     | 0      | 1      | 1      |
| Золтан Шош Храдецки                              | Стрељаштво      | 0     | 0      | 1      | 1      |
| Штафета                                          | Пливање, 4x200m | 0     | 0      | 1      | 1      |
| Јожеф Туњоги                                     | Рвање           | 0     | 0      | 1      | 1      |
| Укупно                                           | 11              | 6     | 4      | 5      | 15     |